# Jamsetji Tata

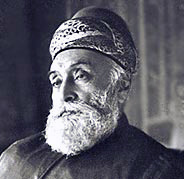
Jamsetji Tata

Jamsetji Nusserwanji Tata, född 3 mars 1839 i Navsari, Gujarat i Indien och död 19 maj 1904 i Bad Nauheim i Tyskland, var en indisk affärsman. 
1868 grundade han den indiska, numera även multinationella företagsgruppen Tata. Från början var hans företag i bomullsbranschen, vilket han utvecklade under cirka tjugo år. Detta lade grunden till vad som idag är Tatakoncernen.
Jamsetji Tata har gett namn åt staden Jamshedpur.